# شایست نشایست
شایِست نِشایِست نام کتابی به پارسی میانه یا پهلوی است که در آن توضیحاتی کلی دربارهٔ مراسم دینی و آیین‌ها و برخی مسائل دینی زرتشتی آمده‌ است.
شایست ناشایست (آنچه شایسته و آنچه ناشایسته است)، نام کتابی دین‌ شناسانه در آیین زرتشتی است. این نسک به زبان پهلوی و در بردانده‌ی ۱۳۷۰۰۰ واژه است. این ماتیکان فرنامی نداشته و گویا زرتشتیان پیشین به آن «روایت» می‌گفته‌اند. از آن جا که ماتیکان پیرامون شایست‌ها و ناشایست‌ها است، زرتشتیان سده‌های گذشته این نسک را شایست ناشایست نامیده‌اند. هم‌چنین، برخی پژوهش‌گران اروپایی نام «روایت پهلوی» را برای آن برگزیده‌اند. نویسنده یا نویسندگان این نسک شناخته شده نیستند. چنان که گفته شده است پُرسمان این نسک از زند سرچشمه گرفته و برگرفته از نسک‌های دادیکی اوستا است. برخی این ماتیکان را بازگوکننده اندیشه‌های گستره دین‌شناسی مدیوماهی (یکی از مکتبهای زرتشتی) دانسته‌اند.

## کهن نگاری
زمان نگارش نسک به درستی آشکار نیست و از آن جا که در این نسک (فرَگَرد ۶ بند ۷) از پیروان دیگر دین‌ها مانند مانویان، یهودیان و ترسایان نام برده با این همه از اسلام یادی به میان نیامده است. در این نوشته به‌ وارون کتاب‌های نوشته شده در سده سوم و چهارم هجری همانند نسک روایات امید اشوهیشتان، آهنگ نسک در گاهی - مانند فرَگَرد هشتم - بیانگر آن است که نگارش نسک در زمانه بالندگی دین زرتشتی و زمانی که دین زرتشتی یک دین دولتی بوده‌ است، بر می‌گردد. از سوی دیگر شیوایی و درستی زبان، خود شَوَندی دیگری بر پیشینه بخش‌های مَهادین نسک است. از همین روی پژوهشگران باورمندند که بیشتر بخش‌های آغازین نسک درپیوسته با روزگار پیش از اسلام است یا دست کم در پایان زمانه ساسانی گردآوری گردیده است.
دسته‌ای هم گفته‌اند که نسک پیش از پادشاهی خسرو انوشیروان نگارش شده است. برخی گمان دارند که مُغمَردانی که در فراهم آوری فرجامین زند وندیداد و نیرگستان هنبازی داشته‌اند این نسک را نگاشته‌اند.

## درونمایه این ماتیکان
نوشتارهای این نسک، همانند نسک‌های دیگری چون هیربدستان و نیرگستان، روایات پهلوی و سد در نثر است ولی باید گفت که نویسنده «شایست ناشایست» از دانستنی‌های بیش‌تری در پُرسمان‌های دین‌شناسی دین زرتشت برخوردار بوده است.
گفته شد که شایست و ناشایست ماتیکانیِ دین شناسانه‌ است و از دید نکته‌های هنرمندانه و بودن واژگان کمیاب درخور نگرش برخی پژوهشگران است. همچنین جستارهای آن با کتاب‌های کهن‌تری چون نیرگستان و زندوندیداد هم‌خوانی دارد.

## فرگردهای این نسک
این نسک ده فرَگَرد دارد و پیرامون پُرسمان‌های گوناگون همچون آئینها و جشن‌های دینی است.
در فرَگَرد نخست از پله‌های هشت‌گانه گناهان و هم‌چنین تاوان آن‌ها سخن گفته شده است.
فرَگَرد دوم بزرگترین فرَگَرد از فرگردهای کتاب است این فرَگَرد پیرامون آیین‌ها، فرهنگ‌های مردگان و چگونگی کارهای «به‌دینان» در برابر جان سپرده است.
فرَگَرد سوم پیرامون زن دشتان (زنی که در ماهانگی است) میباشد.
فرَگَرد چهارم دربارهٔ کُستی بَستَن و سامه‌های آن، چگونگی انجام آیین با «کستی» و جدا از آن سخن به میان آمده است.
فرَگَرد پنجم دربارهٔ گناه سخن راندن در هنگام خوراکی خوردن و کارهای دیگر است.
فرَگَرد ششم بر پاداش کارها و کیفر گناهان است.
فرَگَرد هفتم دربارهٔ یشت (ستایش) خورشید روزی سهبار و ستایش آتش و پادافره کسی که آتش را خاموش کند آمده است.
فرَگَرد هشتم پیرامون گناهان و همچنین مرگ ارزان و تاوان گناهان است.
فرَگَرد نهم به پرسش‌های گوناگونی همچون مرگ مُغ‌مَرد در سرزمین دیگر، کارزار با هیربدان، نیایش در آتش‌کده‌ها و جاهای دیگر، خویشکاری مردمان در برابر کسی که در کشتی میمیرد، خوراکی خوردن در تاریکی، خواندن اوستا و نیایش ایزدان و فروهرها است.
فرَگَرد دهم جستارهای بسیاری را در بر دارد؛ که دربرگیرنده گناه زناشویی نکردن خواندن نیایش‌ها و کارهای مردمانه و پُرسمان‌های دیگر است. نویسنده در فرگردهای نهم و دهم از برخی نسک‌های گمشده اوستا، همچون پاچم نسک، نهاتوم نسک، دواسروجید نسک بهرمندی نموده است. در این دو فرَگَرد می‌توان برخی استوره‌های کهن را نیز یافت.
پیوست: به دنبال شایست ناشایست نوشتاری آمده است که آن را پیوست شایست و ناشایست نامیده اند و فرگردهای یازده تا بیست و سه را در بر می‌گیرند. برخی این پیوست را به دو بخش یازده تا چهارده و پانزده تا بیست و سه بخش‌بندی نموده‌اند. [ ۸ ] این فرگردها سپس به فرگردهای آغازین ماتیکان افزوده شده‌اند.
فرَگَرد یازدهم به پایه‌های گناهان و تاوان آن‌ها و این که کدام بخش از گوشت کُرپانی به چه ایزدی بستگی دارد می‌پردازد. این کار این گونه که آشکار است به آیین باستانی یشت گوسفندی بستگی داشته که برخی جانوران مانند گاو و گوسفند را در هنگام یسنا خوانی کُرپانی می‌نموده‌اند این آیین سپس جای خود را به یشت بازوهر یا یشت باگوشت داده است که هنگام این آیین جانور پیش از یسنا خوانی کُرپانی می‌شده است.
فرَگَرد دوازدهم دربارهٔ نیایش و آئینهای دینی، آتش، کوشش برای افزایش فرزند و استوره‌های دیگری است که نویسنده به زرتشتیان بستگی داده است.
فرَگَرد سیزدهم چَم گاهان - چرایی سرودهای گاهانی زرتشت - نام دارد و به ارزشمندی گاهان سرایی و چگونگی خواندن آن می‌پردازد.
فرَگَرد چهاردهم به برخی از آیین‌های دینی نمارِش دارد.
در فرَگَرد پانزدهم به گونهای آهنگین و زیبا نوشته شده‌است نویسنده به گفتگوی میان زرتشت و اهورامزدا می‌پردازد؛ و دربارهٔ امشاسپندان و نشانه‌های آن‌ها در جهان گیتایی است در این فرَگَرد زرتشت از اهورامزدا میپرسد که چگونه باید شما و امشاسپندان را پرستید با آن که شما دیدنی نیستید؟
فرَگَرد شانزدهم دربارهٔ برخی گناهان کوچک است این فرَگَرد همانند فرَگَرد یازدهم است و به گناهان نیز نگرش دارد جز این که در پایان این فرَگَرد به برخی پاداشها که بر انجام آئینها در پیوسته است نیز نمارش دارد.
فرَگَرد هفدهم در آغاز به برخی پرسش‌های زرتشت از اهورامزدا می‌پردازد و سپس از قانون‌هایی که پس از مرگ باید پاس داشته شود سخن به میان آمده است هم‌چنین رستاخیز نیز بخشی از این فرگرد را در بر دارد افزون بر این از پُرسمان‌های فراخویی و جدا از آن نیز در آن سخن گفته شده است.
در فرَگَرد هجدهم از پاداش و مزد برخی کارها چون بر پا داشتن گاهنبار، مَیَزد و خویدوده سخن گفته شده‌است.
فرَگَرد نوزدهم به پاداش خواندن دعای اهونَوَر و شمار انجام آن در هر کار و آیین است.
فرَگَرد بیستم اندرزهایی دربارهٔ پُرسمان‌هایی چون رفتن به آتشکده، انجام برخی کارها و... را باز می‌گوید.
فرَگَرد بیست و یکم دربارهٔ زمان‌ها و چگونگی اندازه‌گیری آن‌ها است. این فرَگَرد به بخش پایانی فرَگَرد شانزدهم مانستگی دارد.
فرَگَرد بیست و دوم دربارهٔ ستایش ویژه هر کدام از ایزدان سی‌گانه است. از آنجا که این بخش زیبا همچنین در سرآغاز داستان بیژن و منیژه شاهنامه آمده است چنین به نگر می‌رسد که این درود و آفرین باستانی و پرآوازه، زبان‌زد همگان بوده است.
در فرَگَرد بیست و سوم، فروزگان هر یک از ایزدان سی‌گانه آمده است.

## نگارش‌های این کتاب
دو نگارش مهادین از این نسک هست. یکی از این نسخه‌ها ۲۹k نام دارد؛ نگارش کپنهاگ که در دانشگاه کپنهاک نگهداری می‌شود و در سال ۱۸۲۰ راسک آن را از هند به اروپا برد. دیگری ۵۱M است که به «نگارش مونیخ» سرشناس است و در نسک‌خانه دولتی مونیخ نگهداری میگردد و در سال ۱۸۶۶ بدست هوگ از هند به اروپا برده شد به نگر می‌رسد که رونوشتهای دیگر از روی این دو نگارش نوشته شده باشد.
از دید ژرف بینی و درستی، دست‌نویس مونیخ بر نگارش کپنهاگ برتری دارد.

## برگردانها
برخی پژوهش‌گران این نسک را برگردان نیز نموده‌اند، برگرداننده نام آشنای کتاب‌های ایران باستان، ادوارد وست در سال ۱۹۰۱ این نسک را در گِردایه کتاب‌های ورجاوند چاپ نموده است. مانکجی داور نوشتار پهلوی آن را در سال ۱۹۱۲ در بمبئی چاپ نمود. جهانگیر تاوادیا در سال ۱۹۳۰ ده فرَگَرد نخستین این نسک را با آوانویسی، برگردان، یادداشت و واژه‌نامه به انگلیسی در هامبورگ چاپ کرد.
در سال ۱۹۶۹ فیروز کوتوال کار او را پیگیری کرد و فرَگَردهای یازده تا بیست و سه را چاپ کرد. بانو کتایون مزداپور همه نسک را به همراه با آوانویسی و برگردان در سال ۱۳۶۹ چاپ نموده است. همچنین محمود طاوسی، واژه‌ نام‌های از شایست ناشایست را به چاپ رسانیده است.

## بن‌مایه
صفا، ذبیح‌الله، تاریخ ادبیات ایران (جلد یکم)، انتشارات فردوسی، چاپ هفدهم
1. ↑  https://www.sacred-texts.com/zor/sbe05/sbe0507.htm